# ادی گررو
ادواردو گوری ادی گررو (به انگلیسی: Eddie Guerrero) متولد نهم اکتبر ۱۹۶۷ یک کشتی‌گیر حرفه‌ای آمریکایی مکزیکی بود. گررو فعالیت خود را در مکزیک و ژاپن شروع کرد سپس به آمریکا آمد و در کمپانی ای سی دابلیو و سپس در دابلیو سی دابلیو و دابلیو دابلیو ای کار کرد او بهI Lie! I Cheat! I Steal! به معنای من دروغگو هستم من گول می‌زنم من دزدم بود که زمانی موزیک ورودی اش نیز همین بود وی یکی از بهترین کشتی گیران مکزیک بود. او یک بار قهرمان جهانی شد و کمربند دابلیو دابلیو ای رو بدست آورد و سر انجام پس از مرگش در سال ۲۰۰۶ به عنوان هال آف فیمر دابلیو دابلیو ای معرفی شد. 

## آغاز زندگی
ادی کار خود را در یک خانوادهٔ کشتی‌گیر شروع کرد پدرش گوری گررو یک کشتی‌گیر مکزیکی بود و در مکزیکوسیتی به کشتی می‌پرداخت مادرش هرلیندا یانز و خواهرانش انریکو و ماریو و سرجیو از کشتی گیران مکزیکی و برادر چاوو گررو و هکتور گررو و ماندو گررو از کشتی گیران حرفه‌ای آمریکا بودند عمویش انریکه نیز از کشتی گیران مکزیکی بود زمانی که ادی یک پسر بچه بود پدرش او را به آموزش کشتی برد و او در 15 سالگی در الپاسو تگزاس در یک مدرسه کشتی ثبت نام کرد
ادی متولد الپاسو تگزاس هست و در دانشگاه مکزیکوسیتی درس خواند و به همراه دانشجو بودنش به کشتی گرفتن و آموزش کشتی نیز می‌پرداخت.

## اسیستنسیا اسرسوریا ادمینیستراکشن
از سال ۱۹۸۷ تا ۱۹۹۲ ادی در مکزیک در لیگ دابلیو دابلیو ای و در مکزیک و دابلیو سی دابلیو در آمریکا حضور پیدا کرد و موفق شد در این چند سال دو بار قهرمانی کروسرویت و یک بار قهرمانی یونایتد استید را بدست بیاورد.
در مکزیک لیگی وجود داشت به نام اسیستنسیا اسرسوریا ادمینیستراکشن او به همراه هیجو دل سانتو در این تیم تگ تیمی رو تشکیل داد بعد از آن ادی و سانتو یک نفر دیگر رو به تیم خودشان آوردند و آن آرت بار نام داشت و ادی موفق شد به همراه وی با شکست تیم کرزی آمریکنز قهرمانی تگ تیم را بدست بیارد چندی بعد ادی در یک بازی هیر ورسز ماسک مچ در بازی که در صورت شکست باید مویش زده می‌شد و در صورتی پیروزی ماسک قرد مقابل گرفته می‌شد بازنده شد و موهایش از ته زده شد.

## نیو ژاپنپرورستلینگ
در سال ۱۹۹۳ ادی به ژاپن رفت و در لیگ نیو ژاپن پرو رستلینگ حضور پیدا کرد و در اولین بازی در برابر بلک تایگر قرار گرفت و برندهٔ بازی شد چندی بعد وی قهرمان هوی ویت تگ تیم این لیگ به همراه گریت ساسوکا شد در سال ۱۹۹۶ وی مقام بهترین سوپـ راستار جونیورز رو کسب کرد و چندی بعد کمربند تگ تیم رو نیز از دست داد و از این لیگ رفت

## اکستریم چمپیون رستلینگ
ادی در سال ۱۹۹۵ توسط پل هیومن به لیگ ای سی دابلیو دعوت شد و موفق شد برندهٔ ای سی دابلیو ورلد تلویژن چمپیون شود اما در بیست و یکم ژوئیه کمربند رو به دین مالنکو واگذار کرد ادی در بیست پنج آگوست مجدداً این قهرمانی رو بدست آورد و در یک بازی تو آوت آف تری فالز یک بازی سه نفره برندهٔ بازی شد و بعد از بازی در لوکر روم درگیری پیش اومد و این آخرین درگیری ادی در ای سی دابلیو تلقی می‌شد

## قهرمان جهانی رستلینگ

### بازگشت
ادی در سال ۱۹۹۵ به همراه دین مالنکو و کریس بنوا که هر سه در ای سی دابلیو کار می‌کردند به دابلیو سی دابلیو بازگشت و در اولین بازی موفق شد در یک دارک مچ آلکس رایت رو شکست بدهد. او در یک شو تلویزیونی در یک بازی شصت نفره ورلد وار بیتل رویال برای کمربند دابلیو سی دابلیو هوی ویت چمپیون حضور پیدا کرد و این اولین حضور او در یک شو تلویزیونی بودادی در این بیتل رویال حذف شد شذ در سال ۱۹۹۵ در پی پی وی استارکید در یک بازی دابلیو سی دابلیو ورسز ان جی پی دابلیو حضور پیدا کرد اما در این بازی شکست خورد.

### اولین قهرمانی ایالات متحده
در سال ۱۹۹۶ ادی موفق شد قهرمان دابلیو سی دابلیو یونایتد استیدس چمپیون شود او قبل از بدست آوردن این کمربند با ریک فلر و هوگ واید حفظ کرد او چندی مدت با آرن اندرسون تگ تیم شد و در برابر تیم ریک فلیر و رندی ساویج مبارزه کرد در سال ۱۹۹۶ ادی بعد از کلش آف چمپیون با دایمون دالس پیج با نام دی دی پی در گیر شد تا اینکه با شکست وی در استارکید موفق شد قهرمان یونایتد استیتس چمپیون شود
در سال ۱۹۹۷ ادی در یک بازی بر سر کمربند یونایتد استیدس موفق شد در کلش آف د چمپیون اسکات نورتون رو در شکست بدهد. همچین وی این کمربند را در برابر کریس جریکو در سوپر براول حفظ کرد او در پایان این کمربند را به دین مالنکو وگذار کرد.

### کروسرویت دیویژن
پس از شکست در بازی بر سر کمربند یونایتد استیدس ادی درگیری را با کریس جریکو بر سر کمربند دابلیو سی دابلیو کروسرویت چمپیون آغاز کرد او چلنجر جریکو در کلش آف د چمپیون شد اما بازی رو باخت ادی ریمچش را در فالبراول ۱۹۹۷ گرفت و موفق شد با شکست جریکو قهرمان کروسرویت شود در دهم نوامبر دابلیو سی دابلیو ماندی نیترو کمربندش را به ری میستریو واگذار کرد اما چندی بعد مجدداً در برابر همین ری میستریو قرار گرفت و در ورلد وار ۳ موفق شد برنده شود و برای دومین بار قهرمان دابلیو سی دابلیو کروسرویت چمپیون شود ادی سرانجام در ۲۹ دسامبر ۱۹۹۷ کمربند کروسرویت رو به اولتیمو دراگون واگذار کرد و شکست خورد

### درگیری با چاوو گررو
ادی در استوریلاین جدیدی با بوکرتی درگیر شد در نهم مارچ ۱۹۹۸ادی با دخالت چاوو گروو بازی رو به بوکرتی باخت بعد از بازی ادی یک سوپلکس به چاوو زد در 12 مارچ در دابلیو سی دابلیو ساندر ادی موفق شد چاوو رو شکست بده چندی بعد ادی چلنجر بوکرتی بر سر کمربند دابلیو سی دابلیو ورلد تلویژن چمپیون شد. اما چاوو در این بازی دخالت کرد و باعث باخت ادی شد اما بعد از بازی یک دراپ کیک به چاوو زد چندی بعد ادی با اولتیمو دراگون درگیر شد و چاوو در اون بازی اومد و به ادی کمک کرد و باعث برد ادی شد و بعد از بازی چاوو ادی رو بوسید و با او آشتی کرد اما چندی بعد باز هم چاوو به ادی خیانت کرد و اونو زد تا اینکه این دو در گریت آمریکن بش به یک بازی هیر ورسز هیر مچ رفتند و ادی موفق شد برندهٔ این بازی شود و سر چاوو رو از ته تراشید و باعث شد چاوو برای مدتی اخراج شود

### لاتینو ورلد اوردر
ادی با توجه به موفقیت و محبوبیتش یکی از کشتی گیرانی بود که از هر فرصتی برای مبارزه با ستارگان استفاده می‌کرد و کم‌کم تبدیل به یک استار مین اونتی در دابلیو سی دابلیو شد چندی بعد رئیس دابلیو سی دابلیو اریک بیشاف آمد در مورد خانوادهٔ ادی صحبت کرد و در مورد مبارزاتش با چاوو که از نزدیکان ادی بود و پس از درگیری لفظی بیشاف استکان پر از قهوه رو روی ادی ریخت ادی بسیار عصبانی شد و شروع به درگیری با اریک بیشاف کرد ام بیشاف با ادی رفتار خوبی نکرد و باعث شد برایان آدامز ادی رو شکست بده. چندی بعد ادی خواستار تشکیل شدن لاتینو ورلد اوردر شد تا با گروه نیو ورلد اوردر که گروه بیشاف بود درگیر شود ال دابلیو او با حضور هکتور گارزا و دیمین تشکیل شد به عنوان یک گروه مکزیکی در دابلیو سی دابلیو کار کرد او مدتی با تیم ری میستریو و بیلی کیدمن درگیر بود ادی و بیلی کیدمن چندی بعد با هم بر سر کمربند کروسرویت بازی کردند ام ری میستریو دخالت کرد و باعث شد بیلی کیدمن کمربند خودش رو حفظ کنه چندی بعد ادی در اواخر سال ۱۹۹۸ با یک ماشین تصادف سختی کرد اما جان سالم به در برد و برای مدت‌ها از دنیای کج دور بود

### حیوانات کثیف
ادی در تابستان ۱۹۹۹ دوباره به رینگ بازگشت و تیمی را با ری میستریو و کننان تشکیل داد که بعداً جوونتوت و بیلی کیدمن نیز به این تیم اضافه شدند اسم این تیم رو فیلاتی انیمال به معنای حیوانات کثیف گذاشتند و درگیری خود را با تیم دد پول به معنای دورهٔ مرگ با حضور اینسین کلون پاس و وامپیرو آغاز کردند آن‌ها موفق شدند این تیم را در رود واید و فال براول شکست بدن حریف بعدی این تیم ریوولوشن بود که اعضای آن را شین داگلاس و کریس بنوا و دین مالنکو و پری ساتورن تشکیل می‌دادند ادی در یک بازی با قانون دی کیو موفق شد پری ساتورن رو در هالووین هاوک شکست بده در مایهم این تیم از ریوولوشن شکست خورد در نوزدهم ژانویه ادی به همراه بنوا و ساتورن و مالنکو به ورلد رستلینگ فدریشن دعوت شد و از دابلیو سی دابلیو خداحافظی کرد)..

## ورلد رستلینگ فدریشن

### رادیکالز
ادی پس از بازگشت از دابلیو سی دابلیو به دابلیو دابلیو اف در سی و یکم ژانویه ۲۰۰۰ در یکی از هفتگی‌های راء ایز وار به گروه رادیکالز پیوست اعضای این گروه را خود ادی و پری ساتورن و دین مالنکو و کریس بنوا تشکیل می‌دادند و درگیری خود را با تیم نیو ایج اوتلاوز با اعضای رود داگ و بیلی گان آغاز کردند و در پایان ادی موفق شد با زدن فراگ اسپش تیمش رو برنده کنه اما چندی بعد ادی مصدوم شد و چند هفته از رقابت‌ها دور بود

### لاتینو هیت

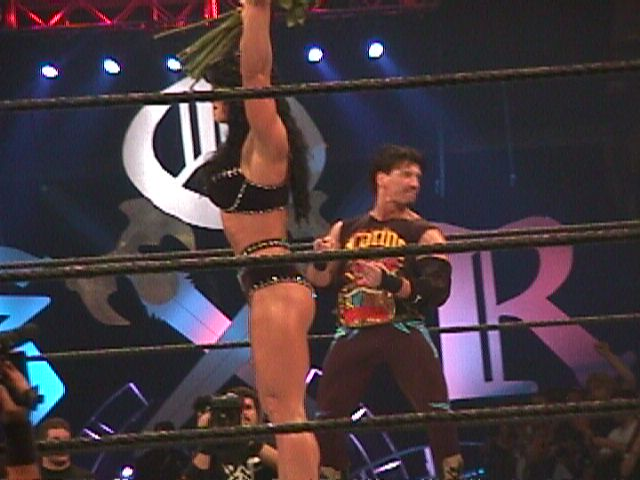
ادی به عنوان قهرمان اروپا به همراه چاینا در ۲۰۰۰ کینگ آف د رینگ.

در مارچ ۲۰۰۰ ادی دوباره به میادین بازگشت و بلافاصله با چاینا تیمی تشکیل داد و پس از رستلمینیا ۲۰۰۰ لقب لاتینو هیت رو انتخاب کرد و موزیکش هم به همین نام تغییر یافت ادی موفق شد اولین قهرمانی دابلیو دابلیو اف رو در سوم آوریل ۲۰۰۰ در راء ایز وارد با شکست کریس جریکو بدست بیاره و اون به کمک چاینا بود و باعث شد ادی قهرمان دابلیو دابلیو اف یوروپین چمپیون شود چندی بعد چاینا با لیتا درگیر شد و باعث شد درگیری جدیدی پیش بیاد و این دفعه بین ادی و چاینا در برابر لیتا و ایسا ریوس و باعث شد ادی کمربندش رو در بکلش از دست بده ادی در جاجمنتدی چلنجر کمربند یوروپین شد ام حریفان وی دو نفر بودند قهرمان یوروپین چمپیون پری ساتورن و چلنجرش دین مالنکو که هر سه زمانی در رادیکالز بودند این سه در جاجمنتدی با هم بازی کردند و ادی برنده شد اما ساتورن در فولی لودد موفق شد ادی رو شکست بده و کمربند رو از ادی پس بگیرد> در چند ماه بعد بین ادی و چاینا اختلافی پیش اومد و چاینا زمانی که ادی در حال پین کردن و پیروزی در تورنومنت کینگ آف د رینگ بود ادی رو زد و نگذاشت ادی برندهٔ بازی شود در سامراسلم چاینا موفق شد در یک بازی میکسد تگ مچ قهرمان کمربند اینترکانتیننتال شود درگیری بین ادی با تریپل اچ و استفنی مکمن و کورت انگل پیش اومد. ادی پیش میک فولی که نقش کومیسیونر داشت رفت و از او تقاضای تایتل شات کرد و فولی اعلام کرد یک بازی سه نفره در چهارم سپتامبر در راء ایز وار برگزار می‌شود و چاینا باید در برابر ادی و کورت انگل بازی کنه این بازی رو ادی برنده شد و قهرمان جدید کمربند اینترکانتیننتال شد چاینا چندی بعد موفق شد کمربند رو مجدداً بدست بیاره پس از آن چاینا به عنوان پلی بوی کمپانی اعلام شد و عکسش روی مجلهٔ پل*بوی رفت و بعد از آن چاینا ادی رو ترک کرد چاینا در آنفورگیون بر سر کمربند اینترکانتیننتال به مصاف ریکیشی رفت و ادی کاری کرد تا چاینا بازندهٔ بازی شود و درگیری بین این دو ادامه داشت ادی در این میان چن بار با گاد فادر نیز بازی کرد که موفق شد اون رو شکست بده

### تشکیل مجدد رادیکالز
ادی مجدداً به تیم رادیکالز پیوست و مجدداً با همان اعضای قدیمی کریس بنوا و پری ساتورن و دین مالنکو تیم شد و با تیم دی جنریشن اکس که شامل چینا و بیلی گان و رود داگ و کاکیوک (آر تروث حال حاضر) درگیر شدند و در سوروایور سریس موفق شدن این تیم رو در یک بازی فاتال فور وی الیمنیشن تگ تیم مچ شکست بدن ادی در ریبلشن موفق شد در ریبولوشن بیلی گان رو شکست بده و درگیری این دو گروه به پایان رسید چندی بعد کریس بنوا از این تیم کنار رفت در آرماگدون تیم ادی و مالنکو و ساتورن به مصاف تیم مت هاردی و جف هاردی و لیتا رفت و موفق شد برندهٔ بازی شود در سال ۲۰۰۱ ادی درگیری را با کریس جریکو و کریس بنوا و اکس پاک بر سر کمربند اینترکانتیننتال پیدا کرد این چهار نفر در نو وی اوت به مصاف هم رفتند و جریکو موفق شد کمربند خودشو حفظ کنه. ادی در رستلمینیا ۱۷ چلنچر تست برای کمربند یوروپین چمپیون شد اما تست موفق شد برندهٔ بازی شود در ماه آوریل درگیری ادی و تست افزایش یافت جندی بعد ادیدر نهم نوامبر ۲۰۰۱ در یک بازی در برابر آلبرت مصدوم شد و چند مدت از رقابت‌ها دور بود

### مدار مستقل
ادی پس از مصدومیت در بیست و سوم فوریه برای مدتی از دابلیو دابلیو اف اخراج شد و به لیگ رینگ آف هونور رفت و در اولین بازی به مصاف سو پر کریزی استار مکزیکی رفت و برندهٔ بازی شد چندی بعد ادی چلنجر کمربند آی دابلیو ای اینترکانتیننتال چمپیون شد اما بازی رو باخت چندی بعد در دابلیو دابلیو ای در پی پی وی ریوولوشن در یک بازی سه نفره موفق شد جوونتوت و پسیکوسیس رو در بازی بر سر کمربند کروسرویت شکست بده و قهرمان این کمربند شود چدی بعد این کمربند رو به سو پر کریزی باخت ادی در یک بازی سه نفره چلنجر کمربند آی دابلیو ای مید سوس هوی ویت چمپیون شد و در اول مارچ در یک بازی سه نفره به مصاف دارندهٔ این کمربند سی ام پانک و دیگر چلنجرش ری میستریو رفت و موفق شد برنده شود اما فردای آن روز و پس از گذشت بیست و چهار ساعت این کمربند رو مجدداً در بازی ریمچ به سی ام پانم واگذار کرد ادی در آوریل ۲۰۰۲ مجدداً به دابلیو دابلیو اف بازگشت و کار خود را آغاز کرد.

## ورلد رستلینگ فدریشن/اینترتیمنیت

### بازگشت به راو
ادی در اول آوریل ۲۰۰۲ با حمله در یک بازی به راب ون دم به دابلیو دابلیو اف بازگشت و درگیری اش را بر سر کمربند اینترکانتینتال با راب ون دم آغاز کرد. و چلنجر او در بکلش شد اما بازی رو واگذار کرد. ادی دو بار دیگر در اینسورکشن و جاجمنتدی نیز چلنجر راب ون دام بر سر این کمربند شد اما کمربند رو بدست نیاورد. ادی بعد از این درگیری پس از تغییر اسم دابلیو دابلیو اف به دابلیو دابلیو ای با استیو آستین درگیری را آغاز کرد اما سر انجام از استون کلد باخت چندی بعد با کریس بنوا درگیر شد چند بازی با هم انجام دادند و پس از مدتی ریک فلر نیز به این درگیری‌ها اضافه شد و در کینگ آف د رینگ ریک فلیر موفق شد در همان مرحلهٔ اول ادی رو حذف کند ادی چلنجر دابلیو دابلیو ای آندیسپوتد چمپیون شد و در بیست و نهم ژوئیه به مصاف قهرمان این کمربند راک رفت اما در بازی شکست خورد و نتوانست برنده شود.

### لوس گرروس
در اول آگوست ۲۰۰۲ ادی و بنوا با هم به برند اسمک دان رفتند و ادی درگیری جدیدی را آغاز کرد حریف جدید وی اج بود او در سامراسلم با اج بازی کرد اما در بازی شکست خورد. درگیری‌های ادی و اج تا آنفورگیون ادامه پیدا کرد و موفق شد در آنفورگیون اج را شکست بدهد دو هفته بعد از آنفورگیون در اسمک دان در یک بازی نو دیسکالیفیکیشم مچ این دو به مصاف هم رفتند و اج برندهٔ بازی شد و همینجا ریوالری این دو به پایان رسید ادی به همراه چاوو که از خانواده اش بود تگ تیمی را آغاز کرد و آن را لوس گرروس نامیدند این تیم در ابتدا چند بار بازی کردند و مشهور شدند.
قرار شد برای نومرسی یک تورنمنت با حضور هشت تیم در اسمک دان انجام بشود و دو تیم برنده در نومرسی بر سر کمربند دابلیو دابلیو ای تگ تیم چمپیون که برای اولین بار وارد دابلیو دابلیو ای شد بردند یکی از این تیم‌ها لوس گرروس بود در مرحلهٔ اول ادی و چاوو به مصاف تگ تیم مارک هنری و ریکیشی رفتند و موفق شدند برندهٔ بازی بشوند در مرحلهٔ دوم نیز این تیم برنده شدند و به جمع چهار تیم رسیدند اما در این مرحله مغلوب تیم کریس بنوا و کورت انگل شدند بنوا انگل در نومرسی بر سر کمربند دابلیو دابلیو ای تگ تیم به مصاف تیم اج و ری میستریو رفتند و موفق شدند قهرمان این کمربند بشوند.
در سوروایور سریس لوس گرروس به مصاف قهرمانان آن زمان اج و ری میستریو که موفق شده بودند کمربند رو از انگل و بنوا بگیردند رفتند و ادی فن سابمیشن لاسو فرام الپاسو رو برای اولین بار زد و تیم لوس گرروس موفق شد قهرمان دابلیو دابلیو ای تگ تیم بشود. چندی بعد تیم لوس گرروس درگیری اش را با تیم انگل که اعضای آن را شلتون بنجامین و چارلی هاس تشکیل می‌دادند آغاز کرد و در ششم فوریه ۲۰۰۳ کمربند را به این تیم باخت لوس گرروس در رستلمینیا ۱۹ در یک بازی سه نفره تگ تیم بر سر کمربند دابلیو دابلیو ای تگ تیم رفت و در برابر تیم رایند و کریس بنوا و قهرمانان این کمربند چارلی هاس و شلتون بنجامین رفت اما تیم هاس و بنجامین از کمربندشان دفاع کردند در بکلش تیم انگل و لوس گرروس در بازی ریمچ به مصاف هم رفتند اما باز این تیم انگل بود که برندهٔ بازی شد.

### تگ تیم با تاجیری
پس روز قبل از جاجمنتدی چاوو از ادی خداحافظی کرد و حاضر نشد دیگر با او همکاری کند ادی یک پارتنر دیگری را برای خودش انتخاب کرد و او کسی جز تاجیری استار ژاپنی نبود ادی و تاجیری در جاجمنتدی به مصاف تیم چارلی هاس و بنجامین که نام تیمشان را به ورلدگریتست تگ تیم تغییر دادند، رفتند و در یک بازی لادر مچ برندهٔ بازی شدند. در هفتهٔ بعد در اسمک دان این دو تیم در یک ریمچ به مصاف هم رفتند و تیم ادی و تاجیری برنده شدند. اما در سوم ژوئیه این کمربند را مجدداً به ورلدگریتست تگ تیم واگذار کردند. با رفتن تاجیری به راء ادی نیز پارتنری نداشت و دیگر بر سر این کمربند بازی نکرد.

### قهرمانی ایالات متحده

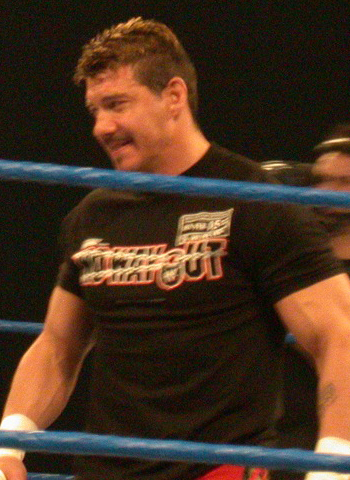
ادی در اسمک دان سال ۲۰۰۴.

در ژوئیه ۲۰۰۳ ادی در تورنومنت یونایتد استیدس چمپیون شرکت کرد و با شکست اولتیمو دراگون و بیلی گان به مرحلهٔ فینال رسید و حریف کریس بنوا در این مرحله شد. در ونجنس ادی و بنوا به مصاف هم رفتند اما بنوا برندهٔ بازی شد و قهرمان کمربند یونایتد استیدس شد چندی بعد درگیری ادیو بنوا ادامه پیدا کرد و پارتنر سابق بنوا نیز به این درگیری اضافه شد و راینو نیز برای کمربند یونایتد استیدس جنگید و سر انجام در یک بازی سه نفره موفق شد با پین کردن بنوا قهرمان جدید کمربند یونایتد استیدس بشود.
در سامراسلم ادی در یک بازی چهار نفره به مصاف کریس بنوا و راینو و تاجیری رفت و موفق شد در این بازی برنده بشود. سپس در یازدهم اسمک دان جان سینا چلنجر وی شد و با هم بر سر یونایتد استیدس جنگیدند و سر انجام ادی بود که با کمک چاوو از کمربند خودش دفاع کرد و همین عامل باعث شد لوس گرروس دوباره تشکیل شود و این تیم به مصاف تیم ورلد گریتست تگ تیم رفت و موفق شد برای بار دوم قهرمان دابلیو دابلیوای تگ تیم چمپیون بشود ادی هم کمربند دابلیو دابلیو ای تگ تیم و هم کمربند یونایتد استیدس را داشت چندی بعد چلنجر ادی برای کمربند یونایتد استیدس بیگ شو شد و درگیری این دو به نومرسی رسید و بیگ شو موفق شد در یک بازی ادی رو شکست بده و قهرمان کمربند یونایتد استیدس شود ادی از کمربند یونایتد استیدس خارج شد و درگیری بر سر کمربند دابلیو دابلیو ای تگ تیم رو آغاز کرد چهار روز بعد از نومرسی لوس گرروس کمربند خودش رو به تیم باشام برادرز شامل برادران باشام دوگ و دنی بود باختند و کمربند رو از دست دادند لوس گرروس ریمچش را در سوروایور سریس برگزار کرد اما موفق نشد برندهٔ بازی شود چندی بعد چاوو با ادی بد رفتاری کرد و باعث شد این گروه باز هم از هم پاشیده شود درگیری ادی و چاوو زیاد شد و در رویال رامبل این دو به مصاف هم رفتند و ادی موفق شد برندهٔ بازی بشود.

### قهرمانی دابلیو دابلیو ای

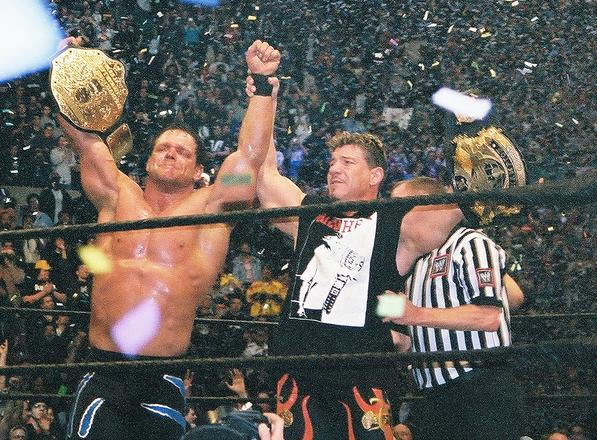
ادی و دوست صمیمی اش کریس بنوا پس از قهرمانی هر دو در رستلمینیا.

در نو وی اورت ادی چلنجر براک لزنر برای کمربند دابلیو دابلیو ای شد و این دو در نو وی اوت به مصاف هم رفتند و در پایان بازی که با دخالت گلدبرگ انجام شد ادی برندهٔ بازی و قهرمان جدید کمربند دابلیو دابلیو ای شد. در نووی اوت نیز یک بازی به عنوان نامبر وان کنتندر برای کمربند دابلیو دابلیو ای برگزار شد و کورت انگل موفق شد با شکست بیگ شو و جان سینا حریف ادی در رستلمینیا بشود. ادی موفق شد در رستلمینیا برندهٔ بازی بشود و کمربند خودش رو حفظ کند در همان شب کریس بنوا که برندهٔ رویال رامبل شده بود موفق شد با شکست تریپل اچ و شان کمایکلز کمربند ورلد هوی ویت رو بدست بیاورد در پایان بازی ادی به سراغ بنوا آمد و از وی تشکر کرد و خوشحالی اش را با وی تقسیم کرد
در ماه مارچ ادی درگیری اش را با جی بی ال آغاز کرد و جدال این دو از زمانی آغاز شد که ادی با بوکرتی بازی داشت و جی بی ال در بازی دخالت کرد و ادی رو زد در جاجمنتدی ادی بر سر کمربند دابلیو دابلیو ای به مصاف جی بی ال رفت و در پابان بازی با قانون دی کیو ناتمام ماند و ادی از کمربند خودش دفاع کرد در گریت آمریکن بش ادی در یک بازی تگزاس بالروپ مچ بر سر کمربند دابلیو دابلیو ای به مصاف جی بی ال رفت و باز هم ادی بود که توانست از کمربند خودش دفاع کند چندی بعد کورت انگل به عنوان جنرال منجر اسمکدان انتخاب شد و از همان اول با ادی درگیر شد و در هشتم ژوئیه در اسمک دان یک بازی بین جی بی ال و ادی برگزار شد و جی بی ال برنده و قهرمان دابلیو دابلیو ای شد ادی ریمچ خود را در هفته بعد در اسمک دان در یک بازی استیل کیج گرفت اما جی بی ال موفق شد با دخالت کورت انگل از کمربند خودش دفاع کند.
ادی در سامراسلم در مقابل کورت انگل قرار گرفت اما کورت انگل با زدن انگل لاک موفق شد برنده بازی بشود چندی بعد ادی با بیگ شو درگیری پیدا کرد سپس انگل تیمی رو به همراه لوتار رینز و مارک جیندراک تشکیل داد ادی در نومرسی به مصاف لوتار رینز رفت و موفق شد وی را شکست دهد در سوروایور سریس اعلام شد یک بازی تگ تیم پنج نفره برگزار خواهد شد و در پایان تیم ادی که افرادی چون راب ون دم و جان سینا رو در اختیار داشت موفق شد تیم انگل که معروفترین فردی که در تیمش بود کارلیتو بود رو شکست بدهد ادی در آرماگدون یکی از سه چلنجرهای جی بی ال بر سر کمربند دابلیو دابلیو ای شد آندرتیکر و بوکرتی دیگر چلنجرها بودند و در این بازی چهار نفره جی بی ال با زدن کلوزیلاین فرام هل موفق شد برندهٔ بازی بشود.

### تیم و درگیری با ری میستریو
در نو وی اوت ادی با دوست صمیمی اش ری میستریو تیم شد و موفق شد با شکست تیم باشام برادرز قهرمان دابلیو دابلیو ای تگ تیم بشوند اما چندی بعد این دو با هم درگیر شدند و در رستلمینیا ۲۱ به مصاف هم رفتند و در آنجا ری موفق شد ادی رو شکست دهد درگیری این دو باعث شد تا این دو چند هفته قبل از بکلش کمربند خودشان را به تیم ام ان ام که شامل جوی مرکوری و جانی نایترو بود ببازند این دو ریمچ خودشان را در هفتهٔ بعد در اسمک دان گرفتند اما پیروز نشدند.

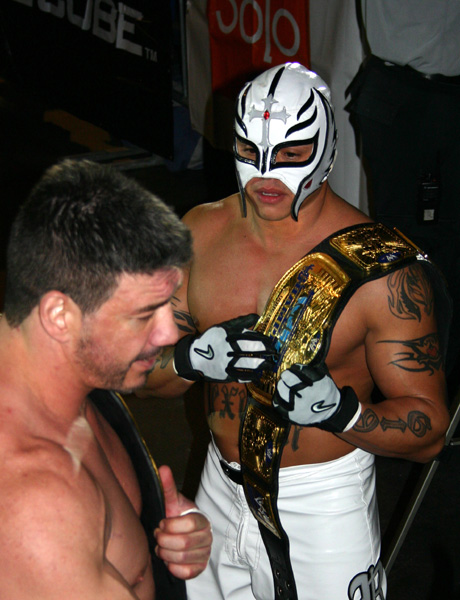
ادی گررو و ری میستریو قهرمانان تگ تیم.

چندی بعد در یکی از هفته‌های اسمک دان ادی به پارتنر سابقش ری حمله کرد و او را طوری زد که ری به شدت خونی شد بعد یک سوپلکس به او زد سپس فینیشر لاسو فرام الپاسو را زد در جاجمنتدی قرار شد ری و ادی در برابر هم بازی کنند اما در اواخر بازی ادی با صندلی رو ری زد و بازی دی کیو شد.
در ۳۰ ژون در اسمک دان ادی استوریلاین جدیدی رو با ری آغاز کرد کار این دو به گریت آمریکن بش کشید و این دو به مصاف هم رفتند در حالی که فرزند ری نیز از دست ادی ناراحت شد و به کمک ری آمد ری موفق شد در گریت آمریکن بش ادی رو شکست دهد درگیری ادی با همسر و فرزند ری بیشتر شد تا جایی که اعلام شد در سامر اسلم این دو در یک بازی لادر مچ به مصاف هم میروند در این بازی ری باز هم برندهٔ بازی شد. اما این پایان درگیری این دو نبود پایان درگیری این دو در یکی از هفتگی‌های اسمک دان در یک بازی استیل کیج بود که ادی موفق شد ری را شکست دهد.

### پایان استوریلاین‌ها
پس از پایان درگیری ادی با ری ادی نامبر وان کنتندر برای کمربند ورلد هوی ویت که در دستان باتیستا بود شد. ادی در ابتدا در چند بازی باباتیستا تیم بود و او را دوست خودش اعلام کرد. در یک بازی این دو با هم به مصاف تیم ام ان ام رفتند و با کمک هم برندهٔ بازی شدند. اما چندی بعد درگیری این دو آغاز شدباتیستا و ادی در نو مرسی به مصاف هم رفتند وباتیستا موفق شد با شکست ادی قهرمانی ورلد هوی ویت خودش رو حفظ کند.
ادی سر انجام در یازدهم نوامبر موفق شد مستر کندی را در یک بازی شکست دهد. قرار شده بود در سوروایور سریس یک بازی سه نفره بین باتیستا و ادی و رندی اورتن بر سر کمربند ورلد هوی ویت برگزار شود اما این بازی به دلیل مرگ ادی لغو شد.

## زندگی شخصی
ادی در زندگی اش دو بار ازدواج کرد. در اولین ازدواجش در ۲۴ آوریل ۱۹۹۰ با ویکی گررو صاحب دو دختر به نام‌های شائول ماری متولد چهاردهم اکتبر ۱۹۹۰ و شریلاین آمبر متولد هشتم ژوئیه ۱۹۹۵ شد. ادی یک دختر دیگر به نام کیلی ماری از همسر دومش تارا ماهونی دارد  که متولد سال ۲۰۰۲ است. او پس از ازدواج با ویکی حدود یک سال از سال ۲۰۰۱ اواخر تا اوایل سال ۲۰۰۲ با تارا زندگی می‌کرد . اما بعد از آن ادی از تارا طلاق گرفت و کیلی رو به تارا داد و دوباره با ویکی ازدواج کرد.

## مرگ

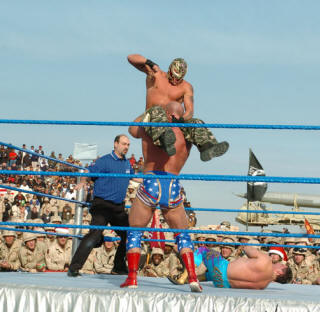
ادواردو گوری ادی گررو در حال مبارزه

در سیزدهم نوامبر ۲۰۰۵ ادی به همراه چاوو گررو در یکی از اتاق‌های هتلی در شهر مینیاپولیس مینه‌سوتا بود چاوو ناگهان وارد اتاق ادی شد و دید که ادی مرده روی زمین افتاده است. ادی در سی و هشت سالگی درگذشت . نتایج کالبد شکافی پلیس روی ادی نشان می‌دهد ادی در اثر نارسایی حاد قلبی فوت کرده است.    ویکی همسرش ادعا کرده بود که ادی مدت یک هفته بود که کمی مریض به نظر می‌رسید چاوو در مورد مرگ ادی گفته است ادی همیشه مشغول به تمرینات و آمادگی جسمانی سخت فیزیکی بوده و تمرینات سخت و هر روزه باعث نارسایی قلبش شد.
مرگ ادی باعث شد مسابقات راء ۱۵ نوامبر ۲۰۰۵ برای احترام به ادی کمی متفاوت باشد و همچنین وب سایت رسمی دابلیو دابلیو ای هم در صفحهٔ اولش عکس ادی رو گذاشت به جز دابلیو دابلیو ای تی ان ای در پی پی وی جنسیس در مورد مرگ ادی حرف زد در آر او اچ و او وی دابلیو نیز از ادی قدردانی کردند کشتی گیران دابلیوای برای اینکه به یاد ادی باشند آرم E.G رو بر بازوی خودشان بستند که نشانهٔ اسم و فامیلی ادی هست و ری میستریو چاوو و کریستین از جمله افرادی بودند که چندین سال این بازو بند بر بازوی آن‌ها بسته بود.
ادی در اول آوریل ۲۰۰۶ توسط ری میستریو و چاوو گررو و کریس بنوا در شیکاگو ایلینوی برای احترام به عنوان هال آف فیمر دابلیو دابلیو ای انتخاب شد و در شب رستلمینیا ۲۲ ویکی گررو به عنوان جانشین وی در مراسم حضور پیدا کرد
همچنین در دوم اکتبر ۲۰۰۹ در جشن دهمین سالگرد برند اسمک دان شویی از ادی پخش شد که یاد او را برای همه بار دیگر به خاطر آورد.